# Železniška postaja Polzela
Železniška postaja Polzela je ena izmed železniških postaj v Sloveniji, ki oskrbuje bližnje naselje Polzela.